# Kanze Nobumitsu
Kanze Kojiro Nobumitsu (観世 小次郎 信光?; 1433 o 1450 – 7 luglio 1516) è stato uno sceneggiatore e attore teatrale giapponese durante il periodo Muromachi.
Era pronipote di Zeami Motokiyo ed è considerato uno degli ultimi grandi sceneggiatori dell'età dell'oro del teatro nō. Compose circa 30 spettacoli.
Tra le sue opere più famose c'è Rashōmon, il cui titolo utilizza un gioco di parole scrivendo tra il nome della porta Rajōmon e l'uso del kanji shō per "vita" (羅生門) piuttosto che l'originale jō per "castello". Questa lettura ha lasciato traccia nel titolo delle opere successive intitolate Rashōmon e nell'omonimo film di Akira Kurosawa.

## Opere principali
- Ataka
- Momijigari
- Dōjōji (attribuzione incerta)
- Funa Benkei
- Rashōmon